# 鞍部堅貴
鞍部堅貴（くらつくりのけんき、生没年不詳）は、『日本書紀』によると、雄略天皇七年に渡来したとする百済の工匠。

## 人物
日本における初期仏教徒として知られる渡来人司馬達等の後裔とされる。ただし鞍部氏が実際の血縁関係において司馬達等に繋がるかは疑義が残る。

## 評価
楽敏は、「推古帝十五年（607年）、正使・小野妹子、通訳・鞍作福利などで構成される第二次遣隋使節団が組まれた。鞍作福利は、まさに帰化漢人の後裔である。その先祖の鞍部堅貴は、倭王・武、即ち雄略帝時代に、大和地方の上、下桃原一帯に移住した。後に鞍作氏は蘇我氏と良好な関係を持つに至り、蘇我氏に鞍作臣と呼ばれるようになった。関係の深さは、この一事をもってしても明確である。かくして「鞍作氏一族は、飛鳥文化の発展過程に積極的な役割を果たしたのである」と評されている。